# Мячісловас Ґядвілас
Мячісловас Ґядвілас (лит. Mečislovas Gedvilas; 19 листопада 1901 — 15 лютого 1981) — литовський радянський державний діяч, політик-колаборант, який співпрацював з СРСР під час окупації Литви. Голова ради народних комісарів та ради міністрів Литовської РСР з 1940 по 1956 рік. Кандидат у члени ЦК КПРС у 1952—1956 роках. Депутат Верховної ради СРСР 1—5-го та 7-го скликань.

## Життєпис
Мячісловас Ґядвілас народився у 1901 році у Бубяї Ковенської губернії. 1904 року його сім'ю вислали до Росії через порушення заборони литовського друку. Від 1919 до 1922 року Ґядвілас навчався у Петербурзькому державному технологічному інституті.
Після повернення до Литви у 1923—1927 роках працював вчителем гімназії у Паланзі, після чого від 1928 до 1940 року був директором державного фонду для хворих у Тельшяї. У той період він був активним учасником політичних організацій лівого спрямування, з 1928-го друкувався у лівацьких виданнях, за що його кілька разів ненадовго ув'язнювали за часів президентства Смятони. Проблеми з правоохоронними органами зблизили Мячісловаса з комуністичними активістами, й 1934 року він вступив до Комуністичної Партії Литви.
Після окупації Литви Радянським Союзом 15 червня 1940 в затвердженому Юстасом Палецкісом уряді Мячісловас Ґядвілас 17 червня став міністром внутрішніх справ, потім був головою Ради народних комісарів та Ради міністрів Литовської Радянської Соціалістичної Республіки від 25 серпня 1940 до 16 січня 1956 року. На тій посаді відзначився тим, що підписував злочинні накази про переслідування литовців, включно з наказами про депортацію литовців до ГУЛАГу та спецпоселень.
Від 1952 до 1956 року Ґядвілас був членом ЦК КПЛ та кандидатом у члени ЦК КПРС. 1956 року його понизили в посаді до міністра освіти через політичні розбіжності та напружені відносини з першим секретарем КПЛ Антанасом Снечкусом. 1973 року пішов з міністерства освіти. Також у 1940—1975 роках Ґядвілас був депутатом Верховної ради Литовської РСР, а у 1941—1962 — Верховної ради СРСР. 1975 була видана його книга спогадів під назвою «Фатальна зміна» (лит. Lemtingas posūkis), яку 1979 року переклали російською. У книзі зібрані нариси та виступи стосовно Другої світової війни.
Мячісловас Ґядвілас помер у Вільнюсі 15 лютого 1981 у 79-річному віці.